# Рождаце
Рождаце или Раждаци (на сръбски: Рождаце или Roždace) е село в Югоизточна Сърбия, Пчински окръг, Град Враня, община Враня.

## География
Селото се намира в котловината Поляница. Отстои на 25,5 км северно от окръжния и общински център Враня, на югоизток от село Драгобужде, на 1,1 км западно от село Станце и на 4 км югозападно от село Власе.

## История
По време на Първата световна война селото е във военновременните граници на Царство България, като административно е част от Вранска околия на Врански окръг.

## Население
Според преброяването на населението от 2011 г. селото има 36 жители.

### Етнически състав
Данните за етническия състав на населението са от преброяването през 2002 г.
- сърби – 47 жители (100%)